# 美麗男孩
《美麗男孩》（英語：Beautiful Boy）是一部2018年美國傳記片，由菲利克斯·范·葛羅尼根執導，本片為導演首部的英語長片。葛羅尼根和盧克·戴維斯合力撰寫劇本，劇情根據大衛·薛夫的回憶錄《美麗男孩》和尼奇·薛夫（Nic Sheff）的《Tweak: Growing Up on Methamphetamines》。
電影由史提夫·卡爾、提摩西·夏勒梅、毛拉·蒂爾尼和艾美·萊恩主演，描述一位父親幫助並且親眼見證兒子戒除毒癮的掙扎與痛苦。

## 演員
- 史提夫·卡爾 飾 大衛·薛夫（英语：David Sheff）
- 提摩西·夏勒梅 飾 尼奇·薛夫（Nic Sheff）
  - 傑克·狄倫·葛雷瑟 飾 12歲的尼奇·薛夫
  - 柴克瑞·羅夫金（Zachary Rifkin） 飾 8歲的尼奇·薛夫
  - 庫·勞倫斯（Kue Lawrence） 飾 4歲和6歲的尼奇·薛夫
- 毛拉·蒂爾尼（英语：Maura Tierney） 飾 凱倫·巴伯爾-薛夫（Karen Barbour-Sheff）
- 艾美·萊恩 飾 薇琪·薛夫（Vicki Sheff）
- 凱特林·德弗（英语：Kaitlyn Dever） 飾 蘿倫（Lauren）
- 安德雷·若耶（英语：Andre Royo） 飾 史賓瑟（Spencer）
- 提摩西·荷頓 飾 布朗醫生（Dr. Brown）
- 麗莎·蓋伊·漢密爾頓（英语：LisaGay Hamilton） 飾 蘿絲（Rose）
- 艾米·福西思（Amy Forsyth） 飾 黛安（Diane）
- 克里斯汀·康維里（Christian Convery） 飾 賈斯培·薛夫（Jasper Sheff）
- 歐克莉·堡爾（Oakley Bull） 飾 黛西·薛夫（Daisy Sheff）
- 史蒂芬妮·史考特 飾 茱莉亞（Julia）
- 瑞奇·洛（Ricky Low） 飾 迪斯提尼（Destiny）

## 製作
2008年，宣布大衛·薛夫的《美麗男孩》和其子尼奇·薛夫出版的《Tweak: Growing Up on Methamphetamines》，由派拉蒙影業和B計劃娛樂取得這兩本書的電影製作權。製片商的製作人表示，會從書中甲基安非他命的年輕上癮者及無法讓兒子藥癮停止惡化的父親這兩種角度，架構這部與毒品成癮有關的電影。2011年，編劇和導演卡梅倫·克羅基於這兩本書寫了劇本，但不被採用。一年後，娛樂新聞《TheWrap》報導克羅有意在拍攝完《飛越情海》後，用他的劇本親自拍這部片。派拉蒙影業已退出製作，改由攝政娛樂公司參與製作。
2015年9月，《綜藝》報導比利時導演菲利克斯·范·葛羅尼根會接手導演的位置，並找來澳洲編劇盧克·戴維斯撰寫新劇本。2017年1月，有報導透露史提夫·卡爾和威爾·普爾特會飾演片中的父子。蒂蒂·嘉納、傑里米·克萊納和布萊德·彼特宣布為主要製作人。2017年2月，正式宣布提摩西·夏勒梅加入劇組，飾演史提夫·卡爾的兒子尼奇·薛夫。2017年3月，艾美·萊恩、毛拉·蒂爾尼、凱特林·德弗、提摩西·荷頓和麗莎·蓋伊·漢密爾頓紛紛加入劇組。2017年4月，安德雷·若耶也加入劇組。

### 拍攝
電影約於2017年5月在舊金山拍攝。

## 發行
《美麗男孩》於2018年9月7日在多倫多國際影展舉行世界首映，並預定於2018年10月12日在美國上映。

### 評價
爛番茄根據170條評論，該片持有68%的新鮮度，平均得分為6.5／10。Metacritic根據42條評論，本片得分63（滿分100），在影評間這代表著「普遍好評」。

## 外部連結
- 互联网电影数据库（IMDb）上《美麗男孩》的资料（英文）
- 爛番茄上《美麗男孩》的資料（英文）
- Metacritic上《美麗男孩》的資料（英文）